# When Two Worlds Collide
When Two Worlds Collide — студийный альбом американского Джерри Ли Льюиса, выпущенный в 1980 году на лейбле Elektra Records.
Альбом занял 32 место в чарте кантри. Песня «When Two Worlds Collide», была выпущена синглом с «Good News Travels Fast» на обратной стороне, и достигла 11 места в чарте кантри-песен в США и 15 в чарте кантри-песен в Канаде. Вторым синглом стала песня «Honky Tonk Stuff», с «Rockin’ Jerry Lee» на обратной стороне.

## Список композиций
| №   | Название                               | Автор(ы)                           | Длительность |
| --- | -------------------------------------- | ---------------------------------- | ------------ |
| 1.  | «Rockin’ Jerry Lee»                    | Джерри Ли Льюис                    | 2:35         |
| 2.  | «Who Will Buy the Wine»                | Билли Майз                         | 2:56         |
| 3.  | «Love Game»                            | Хью Моффатт                        | 3:31         |
| 4.  | «Alabama Jubilee»                      | Джордж Кобб, Джек Еллен            | 4:46         |
| 5.  | «Good Time Charlie’s Got the Blues»    | Дэнни О’ Кифи                      | 2:24         |
| 6.  | «When Two Worlds Collide»              | Роджер Миллер, Билл Андерсон       | 2:29         |
| 7.  | «Good News Travels Fast»               | Рик Клэнг                          | 2:50         |
| 8.  | «I Only Want a Buddy Not a Sweetheart» | Эдвард Эйч Джонс                   | 3:42         |
| 9.  | «Honky Tonk Stuff»                     | Джерри Честнат                     | 2:59         |
| 10. | «Toot, Toot, Tootsie, Goodbye»         | Эрни Фридмен, Тед Фиорито, Гас Кан | 3:52         |

## Участники записи
- Джерри Ли Льюис — вокал, фортепиано
- Бобби Дайсон — бас-гитара
- Джимми Исбелл — барабаны, перкуссия
- Бобби Томпсон — акустическая гитара, банджо
- Дэйв Кирби — гитара
- Кенни Лавлейс — скрипка, гитара
- Банки Килс — электрофортепиано, орган
- Дьюк Фэгле — гитара
- Стю Базор — слайд-гитара
- Деннис Гуд — тромбон
- Деннис Соли — кларнет
- Рональд Келлер — тромбон
- Джордж Тайдуэлл — тромбон
- The Lea Jane Singers — бэк-вокал
- The Shelly Kurland String Section — струнные
- Билли Стрэнж — аранжировки струнных

Производство
- Эдди Килрой — продюсер
- Том Пик — звукорежиссёр, сведение
- Рой Шокли — техник
- Гленн Мидоус — мастеринг
- Рон Коро — художник
- Джонни Ли — художник
- Филип Хайс — иллюстрация